# Mendoza (nhện)
Mendoza là một chi nhện trong họ Salticidae.